# Zizaniopsis miliacea
Zizaniopsis miliacea är en gräsart som först beskrevs av André Michaux, och fick sitt nu gällande namn av Johann es Christoph Christian Döll och Paul Friedrich August Ascherson. Zizaniopsis miliacea ingår i släktet Zizaniopsis och familjen gräs. Inga underarter finns listade i Catalogue of Life.